# Tysklönnsfruktdvärgmal

Tysklönnsfruktdvärgmal, Ectoedemia decentella är en fjärilsart som först beskrevs av Herrich-Schäffer 1855. Enligt Catalogue of Life är det vetenskapliga namnet istället Etainia decentella Tysklönnsfruktdvärgmal ingår i släktet Ectoedemia, och familjen dvärgmalar, Nepticulidae. Arten är reproducerande i Sverige. Inga underarter finns listade i Catalogue of Life.